# Casa Brittoni
Casa Brittoni è un palazzo medievale situato nel centro storico di Treviso, in vicolo Spineda.
L'edificio fu acquistato nel 1396 da Giovanni Berton, gestore dell'attigua Osteria alla Croce, e da allora ha seguito le vicende di Casa dei Carraresi, dove l'osteria aveva sede. È oggi infatti di proprietà della Fondazione Cassamarca ed è sede di importanti mostre e convegni.
Le molte decorazioni murali di Casa Brittoni sono un'importante testimonianza dell'articolarsi nel tempo del gusto decorativo delle abitazioni private trevigiane. Si conservano in particolare un Sant'Antonio abate (1360), una Madonna con Bambino (1420), un Incontro tra un poeta (forse) e un cavaliere con paesaggio sullo sfondo, opera del 1500 circa, un'Assunzione della Vergine di fine '700 e, soprattutto, un diffuso apparato decorativo con differenti motivi a tappezzeria.
L'ambiente al primo piano è caratterizzato invece da una fase decorativa su temi mitologici e allegorici di periodo quattrocentesco.